# Archipel d'Helsinki
L'archipel d'Helsinki est un archipel finlandais situé dans le golfe de Finlande, sur la côte Sud de la Finlande, à proximité du centre-ville d'Helsinki.

## Présentation
Située dans la partie sud de la ville, l'archipel est composé de 300 îles relevant administrativement de la capitale, notamment Lauttasaari ou l'ensemble d'îlots sur lesquels est érigée la forteresse de Suomenlinna.
La plupart d'entre elles sont assez petites, plus de la moitié font moins d'un demi-hectare. Il y a environ 50 îles dont la superficie dépasse trois hectares et un petit cinquième sont des îlots (moins de 0,1 ha) ou récifs.
Dans le passé, il y a eu beaucoup plus d'îles.
Le nombre d'îles évolue pour des raisons à la fois géographiques et d'urbanisation, elles ont disparu à la suite de divers remplissages, certaines étant rattachées au continent.
L'archipel mesure environ 20 kilomètres de large sur 10 kilomètres.
La profondeur de l'eau à la limite extérieure de l'archipel est d'environ 30 mètres et à la frontière de la ville au sud à certains endroits d'environ 60 mètres.

## Propriété
En termes de superficie, l'État  est le premier propriétaire, suivi par la ville d'Helsinki. Les 10% restants appartiennent à des propriétaires privés.

## Liste partielle des îles
Ci-après la liste des îles en finnois et entre parenthèses en suédois:

### A
- Ahvensaari (Abborholmen)
- Annansaari (Annasholmen)

### E
- Emäntä (Länsmanskan)

### H
- Haapasaari (Aspholmen)
- Halliluoto (Gråsälsbadan)
- Harakka (Stora Räntan)
- Harmaakari (Gråskär)
- Harmaja (Gråhara)
- Hattusaari (Hattholmen)
- Hernesaari (Ärtholmen)
- Hevossaari (Hästholmen)
- Hintholma (Hindholmen)
- Honkaluoto (Furuskär)
- Huomenlahja (Morgongåvan)
- Husunkivi
- Hylkysaari (Vrakholmen)
- Härkäsaari (Tjurholmen)

### I
- Iso Iiluoto (Stora Iglo)
- Iso Koivusaari (Stora Björkholmen)
- Iso Leikosaari (Stora Lekholmen)
- Iso-Mustasaari (Stora Östersvartö)
- Isosaari (Mjölö)
- Iso Villasaari (Stora Ullhomen)
- Itäinen Käärmeluoto (Östra Ormkobben)
- Itäinen Iiluoto (Östra Iglo)
- Itäinen Pihlajasaari (Österrönnskär)
- Itäinen Pukkisaari

### J
- Jänissaari (Harholmen)
- Jätkäsaari (Lappviken)

### K
- Käärmekarit (Ormgrunden)
- Käärmeluodot (Ormkobbarna) : 
  - Itäinen Käärmeluoto (Östra  Ormkobben)
  - Pohjoinen Käärmeluoto (Norra  Ormkobben)
  - Läntinen Käärmeluoto (Västra  Ormkobben)
- Kajapaadet (Kajahällen)
- Kalkkisaari (Kalkholmen)
- Kalliosaari (Bergholmen)
- Kaskisaari (Svedjeholmen)
- Katajanokanluoto (Skatakobben)
- Katajaluoto (Stora Enskär)
- Killingholma (Killingholmen)
- Kivisaari (Stenholmen)
- Koirapaasi (Hundhällen)
- Koirasaari (Hundören)
- Koivusaari (Björkholmen)
- Koivusaari (Björkholmen)
- Kotiluoto (Hemholmen)
- Korkeasaari (Högholmen)
- Kuivakari (Mjölö-ören)
- Kuivasaari (Torra Mjölö)
- Kulosaari (Brändö)
- Kuminapaasi (Kumminhället)
- Kuninkaansaari (Kungsholmen)
- Kustaanmiekka (Gustavssvärd)
- Kuusiluoto (Granholmen)
- Kuusisaari (Granö)

### L
- Laajasalo (Degerö)
- Laakapaasi (Flathällen)
- Lasimestarinletto (Glasmästarklacken)
- Lauttasaari (Drumsö)
- Lehmäsaari (Koholmen)
- Lehtisaari (Lövö)
- Leposaari (Vilan)
- Leppäluoto (Alören)
- Liuskasaari (Skifferholmen)
- Limppu (Limpan)
- Lohikari (Laxören)
- Lokkiluoto (Måshällen)
- Lonna (Lonnan)
- Louekari (Trutkobben)
- Louesaari (Trutholmen)
- Luoto (Klippan)
- Länsiluoto (Västerbådan)
- Länsi-Mustasaari (Västersvartö)
- Länsitoukki (Västertokan)
- Läntinen Käärmeluoto (Västra Ormkobben)
- Läntinen Iiluoto (Västra Iglo)
- Läntinen Pihlajsaari (Västerrönnskär)

### M
- Malkasaari (Takvedholmen)
- Matalakari (Låggrynnan)
- Melkki (Melkö)
- Miessaari (Karlö)
- Morsianluoto (Brudhällen)
- Munkkisaari
- Mustakupu (Svartkobben)
- Mustasaari (Svartholmen)
- Mustikkamaa (Blåbärslandet)
- Mäntykari (Tallskär)
- Mäntysaari (Tallholmen)

### N
- Nahkahousut (Skinnbyxorna)
- Neitsytsaari (Jungfruholmen)
- Nihti (Knekten)
- Nimismies (Länsmannen)
- Nurmiluoto (Grässgrundet)
- Nuottakari (Notgrundet)

### O
- Ourit (Örarna)

### P
- Paloluoto (Brändholmen)
- Palosaari (Paloholmen)
- Peninkarit (Mjölö pennor)
- Pieni Koivusaari (Lilla Björkholmen)
- Pieni-Porsas (Lilla Grisen)
- Pihlajaluoto (Rönnskär)
- Pihlajasaaret (Rönnholmen)
- Pikku Kuivasaari (Mjölöknekten)
- Pikku Kuusisaari (Lilla Granö)
- Pikku Niinisaari (Lilla Bastön)
- Pikku-Mustasaari (Lilla Östersvartö)
- Pikku-Musta (Lilla Östersvartö)
- Pikkuluoto (Lillaklippan)
- Pitkäkari (Långgrundet)
- Pitkäluoto (Långholmen)
- Pitkärivi (Långratan)
- Pitkäsaari (Långholmen)
- Pormestarinluodot (Borgmästargrundet)
- Porsas (Grisen)
- Porsta (Börstan)
- Prinsessa (Prinsessan)
- Pukkisaaret (Bockholmarna)
- Pukkisaari (Bockholmen)
- Pukkiluoto (Bockholmen)
- Puolimatkansaari (Halvvägsholmen)
- Pyysaari (Järpholmen)
- Päntäri (Bändarn)

### R
- Rajasaari (Råholmen)
- Rajakupu (Råkobben)
- Reposaari (Repoxholm)
- Ryssänkari (Ryssholmen)
- Ryssänsaari (Ryssholmen)
- Rysäkari (Rysskär)
- Räntty (Räntan)

### S
- Santahamina (Sandhamn)
- Santinen (Sandholmen)
- Satamakari (Hamngrundet)
- Satamasaari (Hamnholmen)
- Seurasaari (Fölisön)
- Sirpalesaari (Flisholmen)
- Sikosaari (Svinholmen)
- Sipulipaasi (Lökhällen)
- Sisä-Hattu (Inre Hatten)
- Susisaari (Vargön)
- Syväoura (Djupören)
- Särkkä (Långören)

### T
- Tammakari (Märaskär)
- Tammaluoto (Märaskrinet)
- Tammisalo (Tammelund)
- Taivalluoto (Edesgrundet)
- Tiirakari (Tirgrund)
- Tiiraluoto (Tirklacken)
- Tiirasaari (Tirholmen)
- Tervaluoto (Tjärholmen)
- Tervasaari (Tjärholmen)
- Tulikallio (Kasaberget)

### U
- Uunisaaret (Ugnholmarna)
- Ulko-Hattu (Yttre Hatten)
- Ulkokari (Ytterskär)

### V
- Valas (Valen)
- Valkosaari (Blekholmen)
- Vallisaari (Skanslandet)
- Vanha-Räntty (Gamla Räntan)
- Variskari (Kråkören)
- Varisluoto (Kråkhällen)
- Varissaari (Kråkholmen)
- Varjosaari (Skuggan)
- Vartiosaari (Vårdö)
- Vasikkasaari (Kalvholmen)
- Viinakupu (Brännvinkobben)
- Villinki (Villinge)
- Voirasia (Smörasken)
- Västinki (Fästningen)

## Galerie

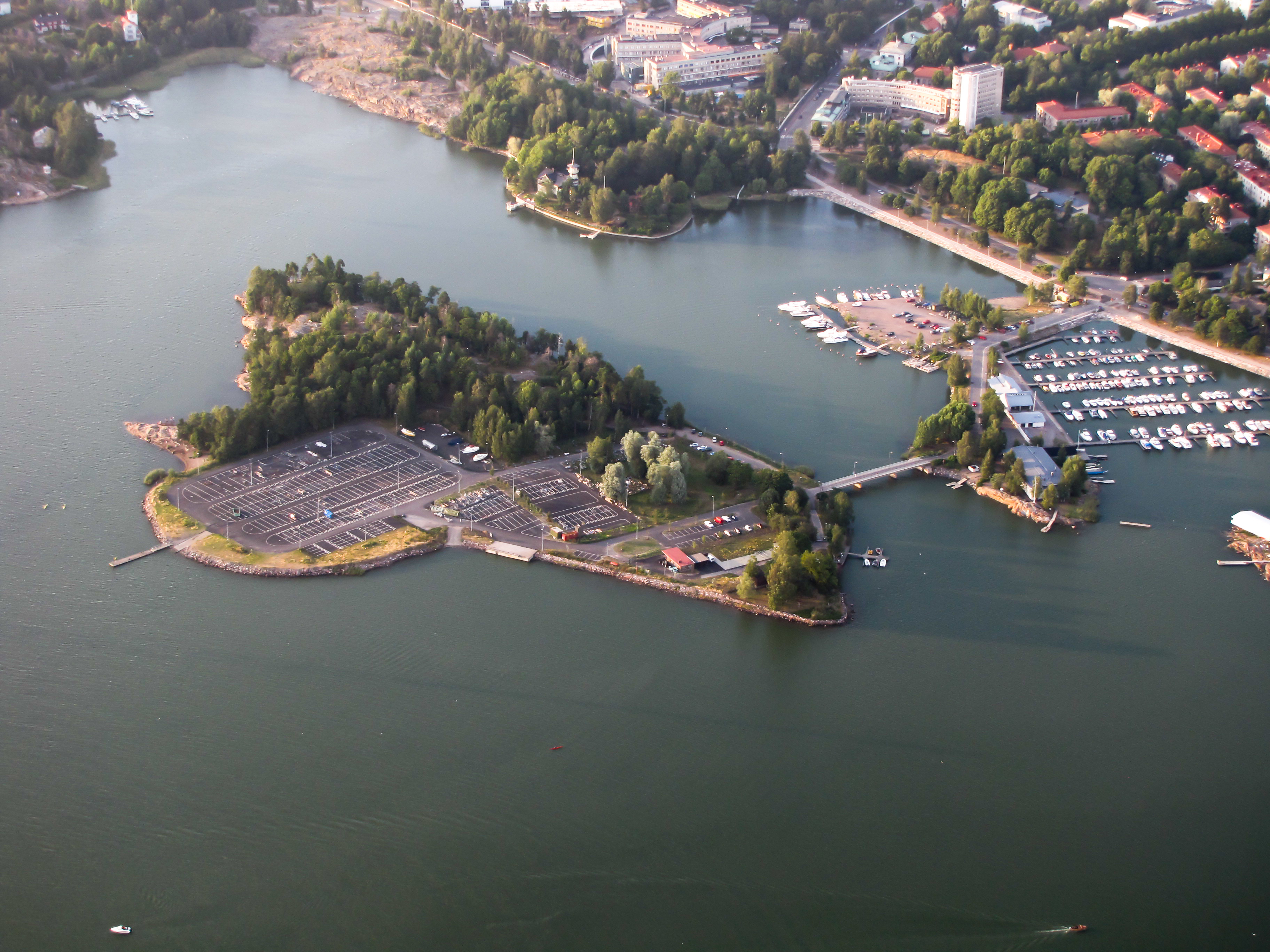
Rajasaari
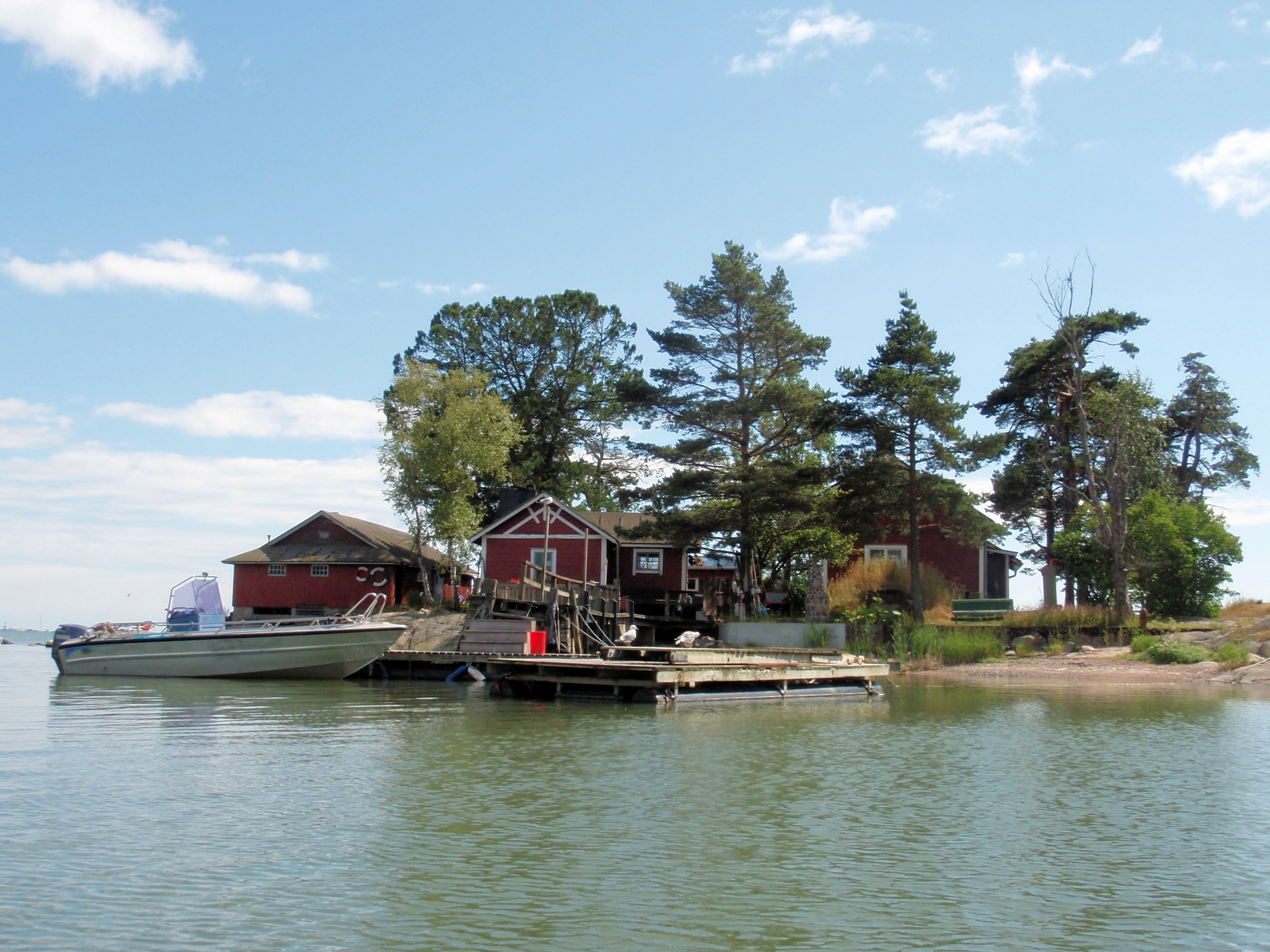
Vadelmakupu.
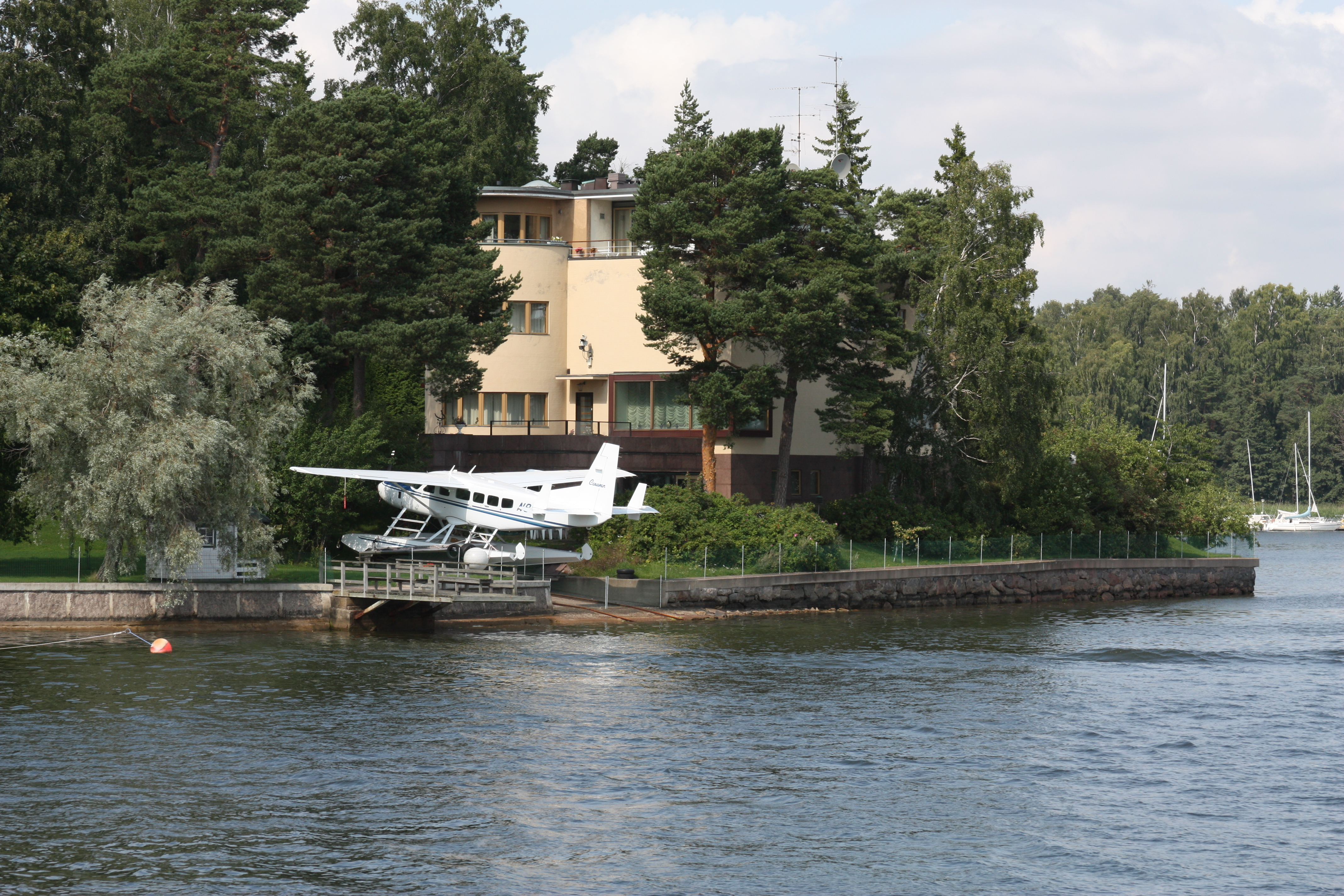
Kulosaari.
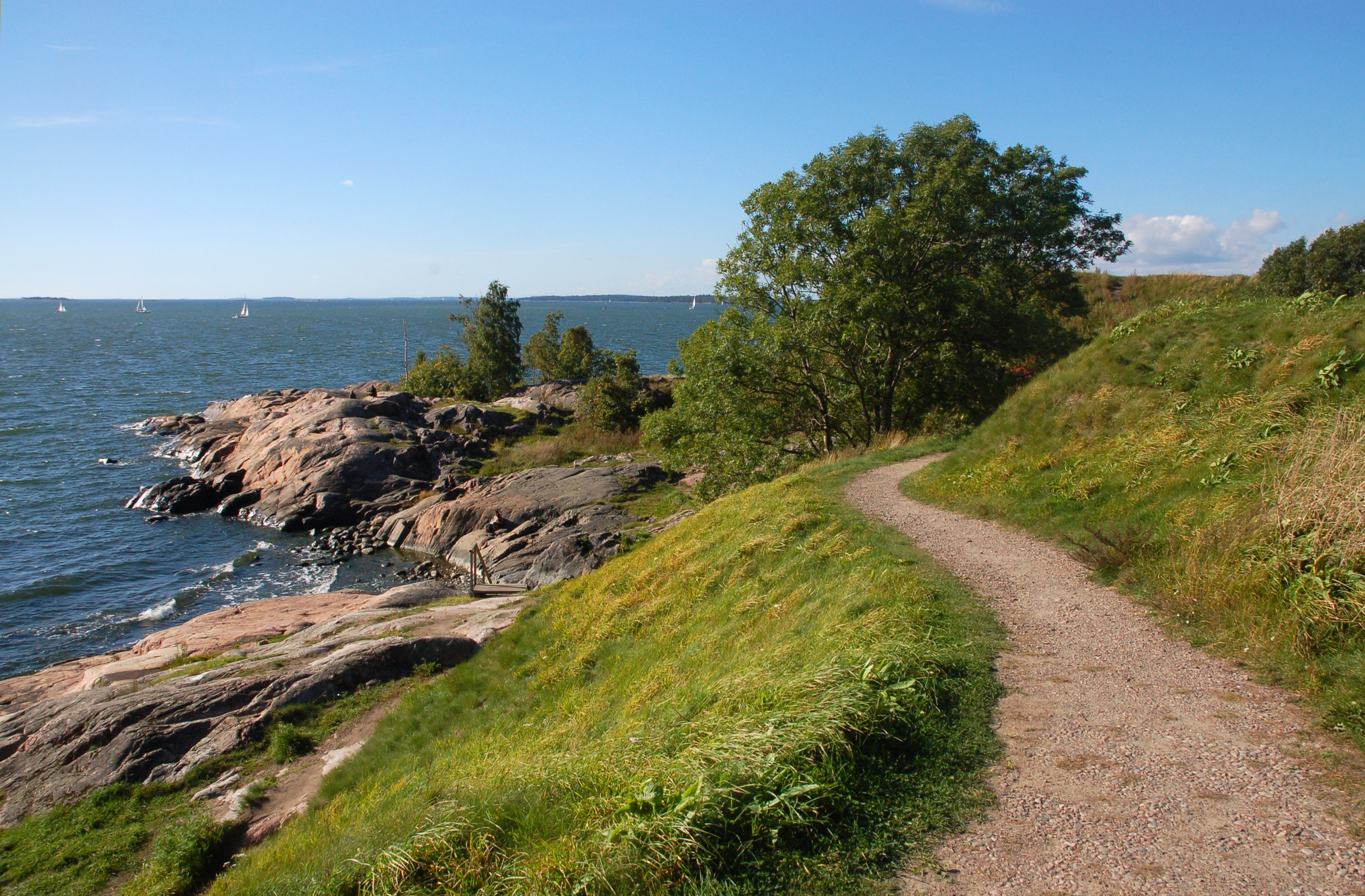
Suomenlinna.
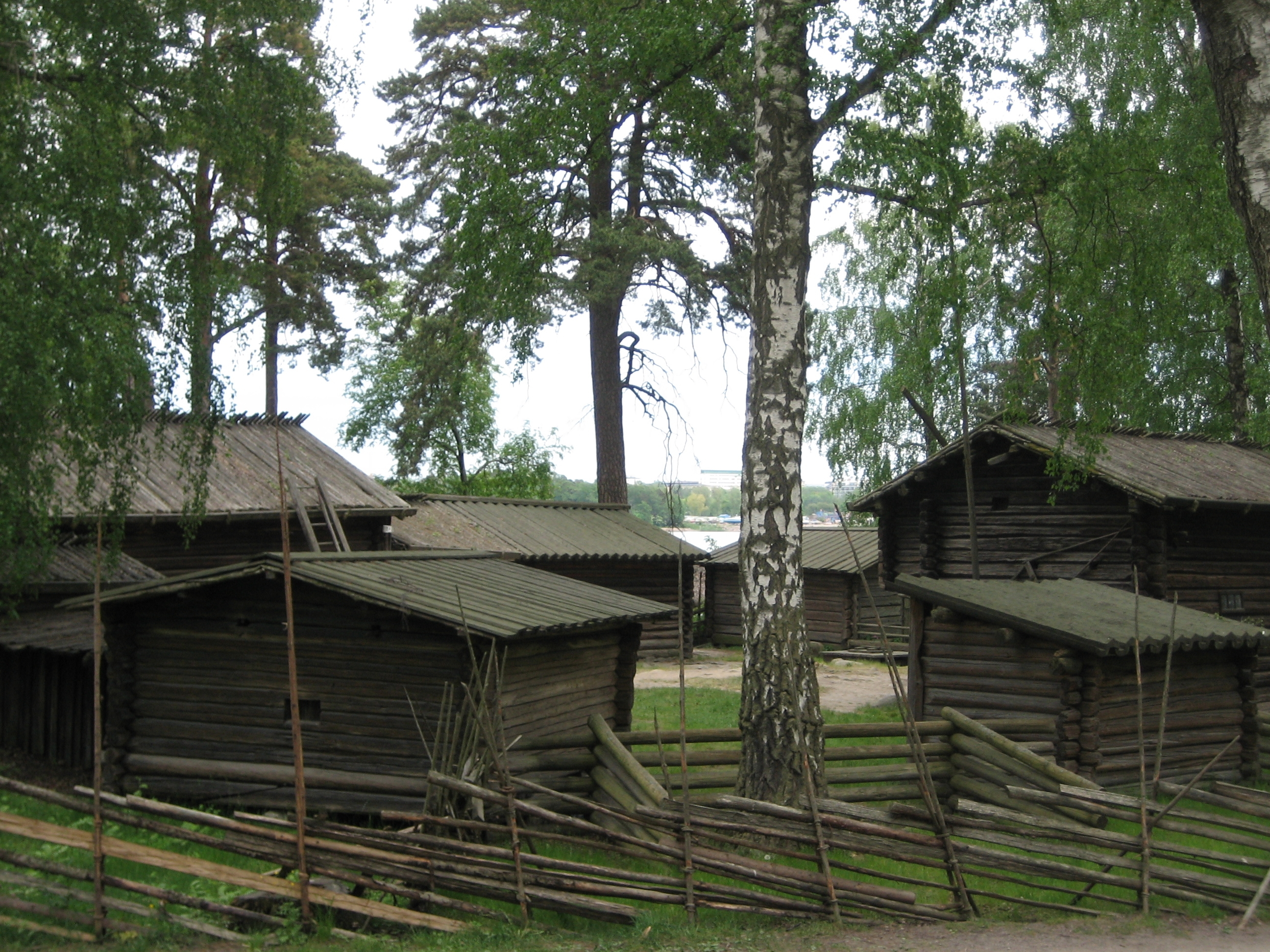
Skansen à Seurasaari.
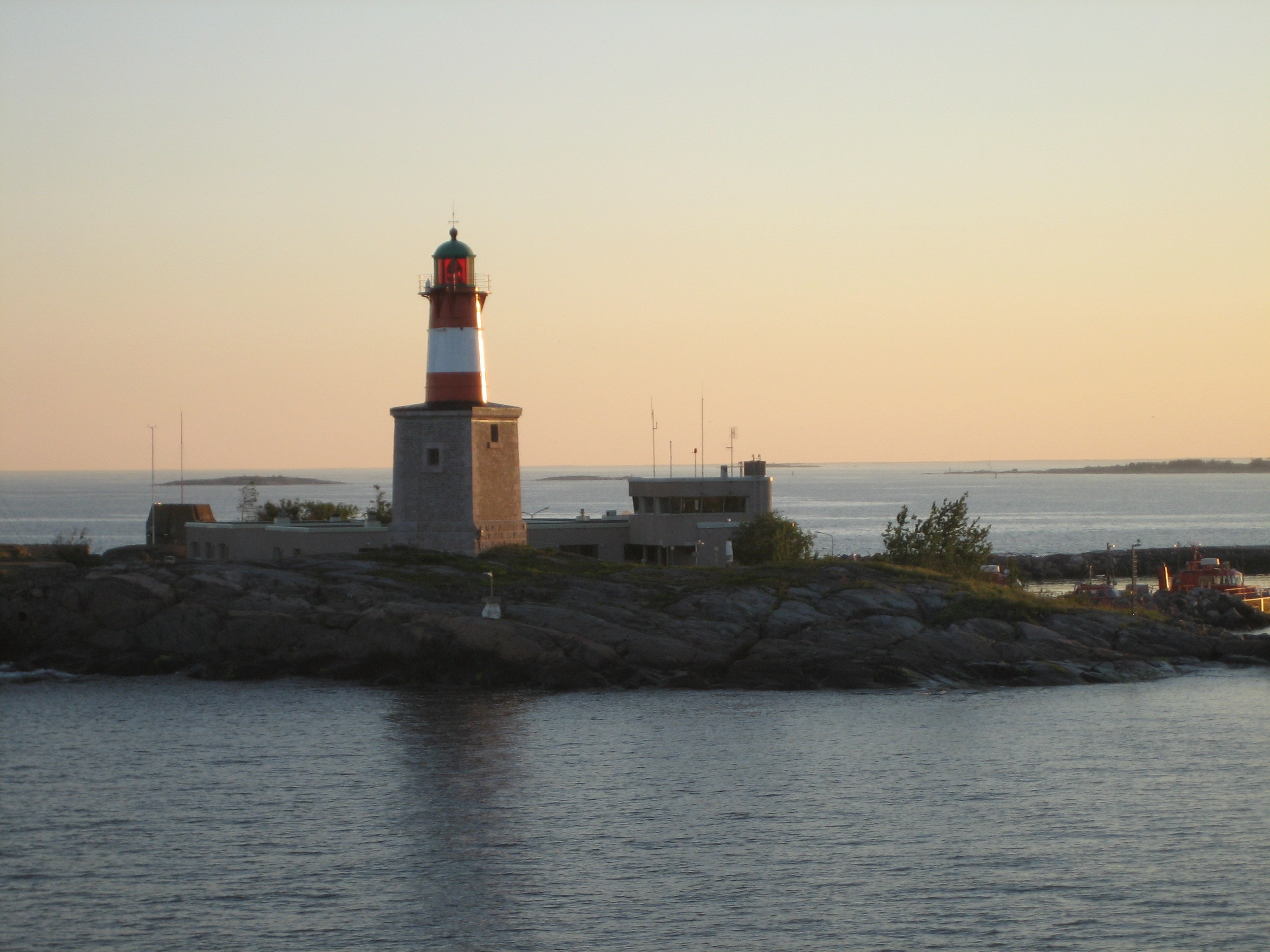
Phare d'Harmaja.
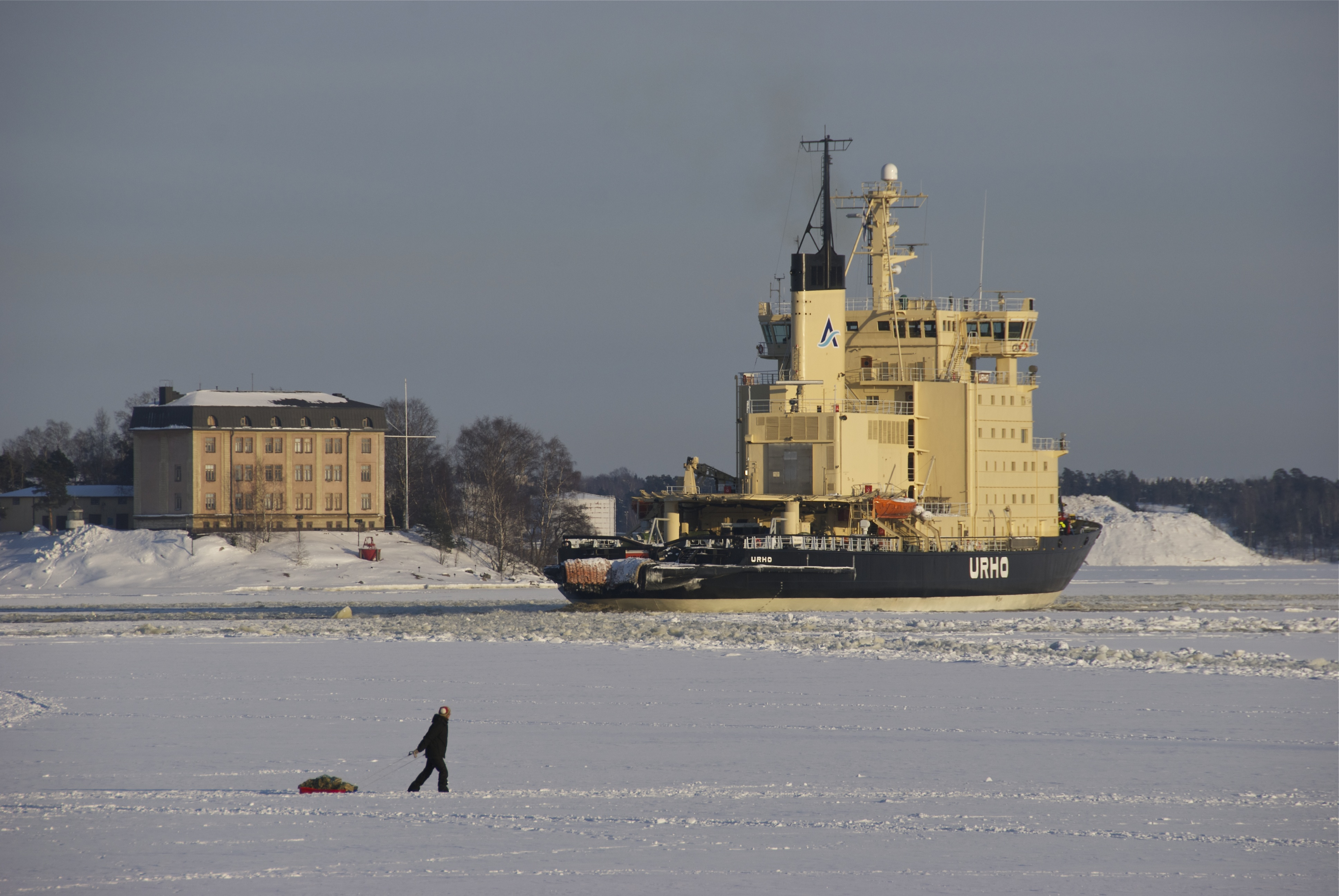
Urho à Hylkysaari.
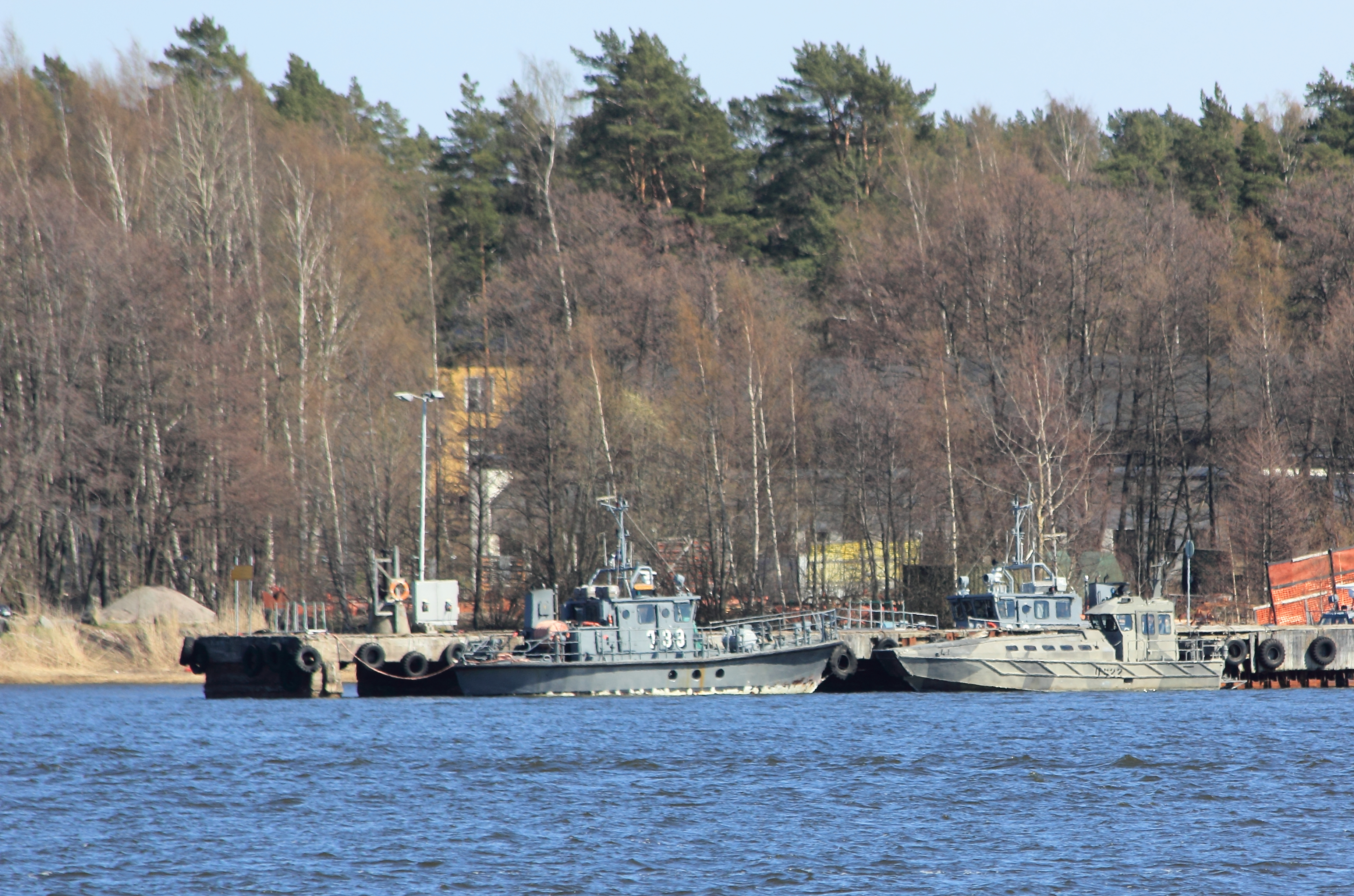
Santahaamina.
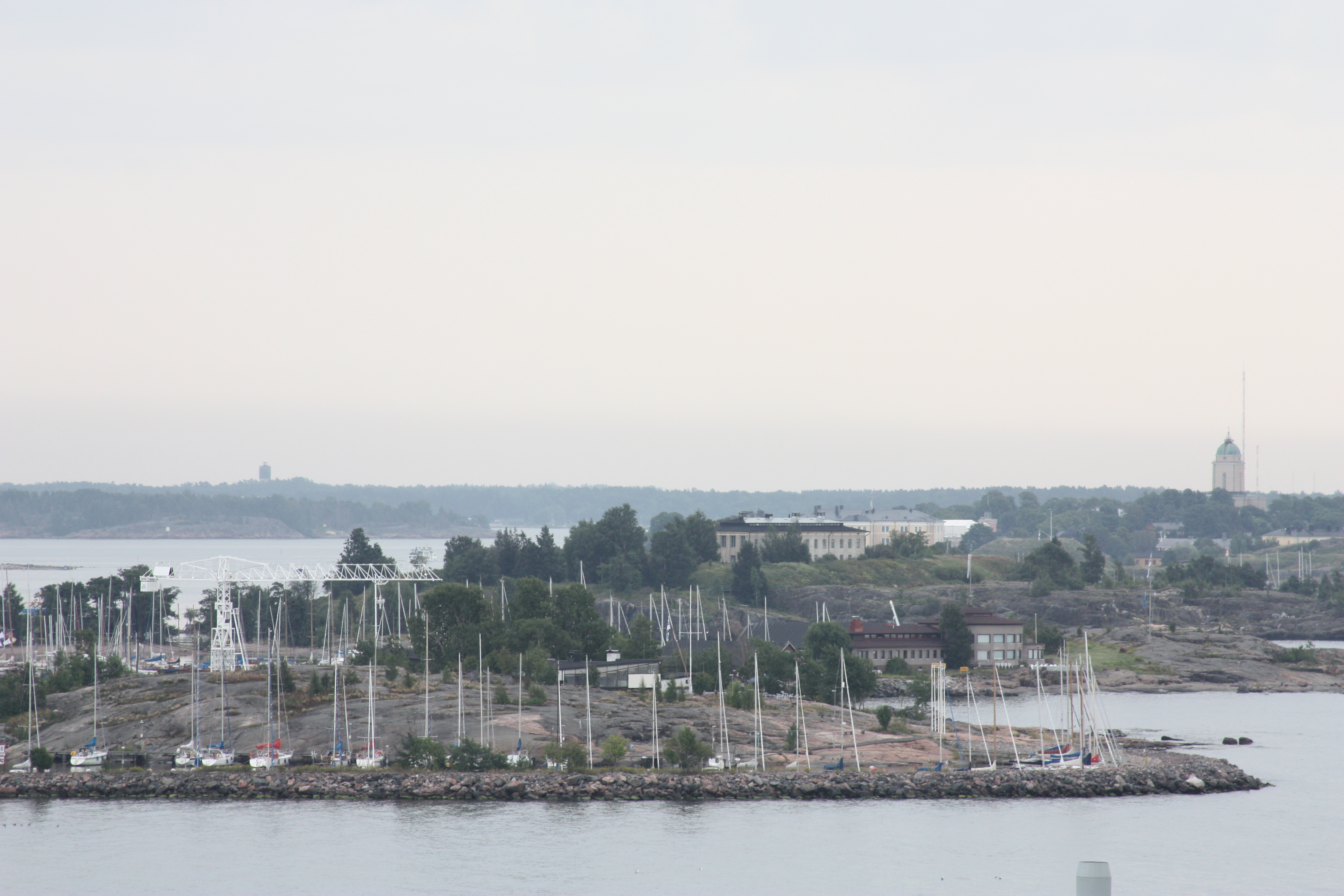
Ullanlinna.
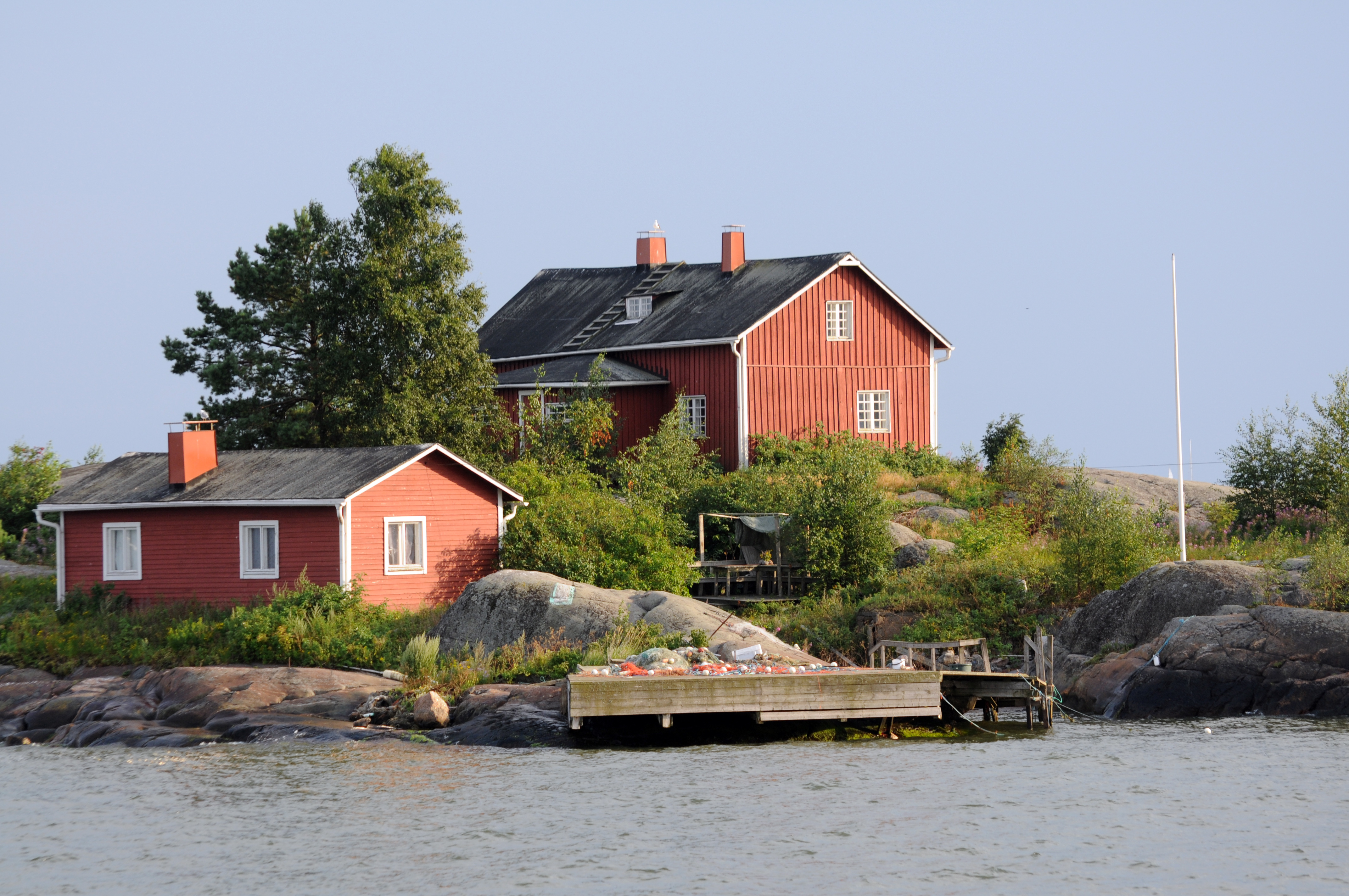
Ryssänsaari.
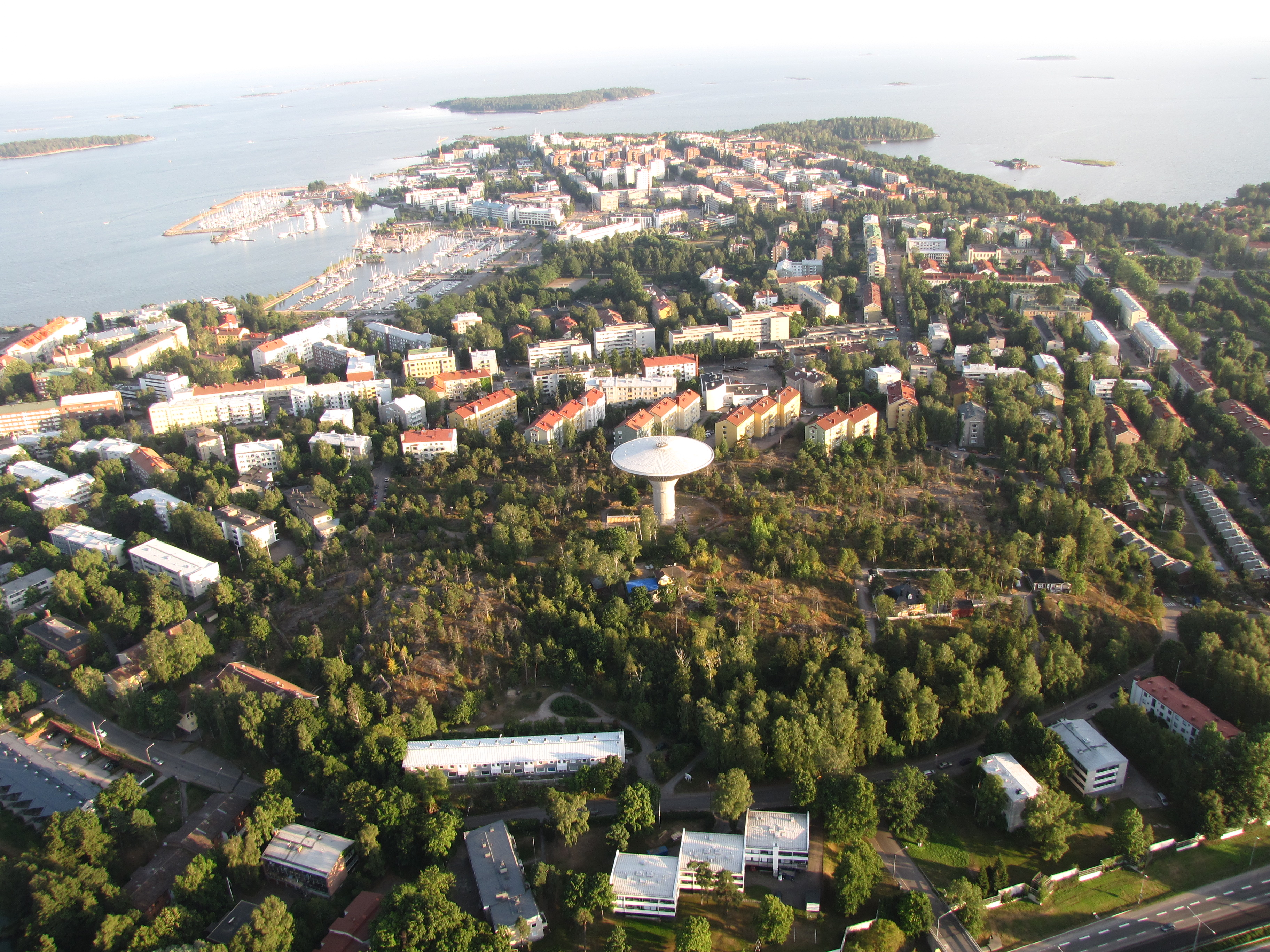
Lauttasaari.
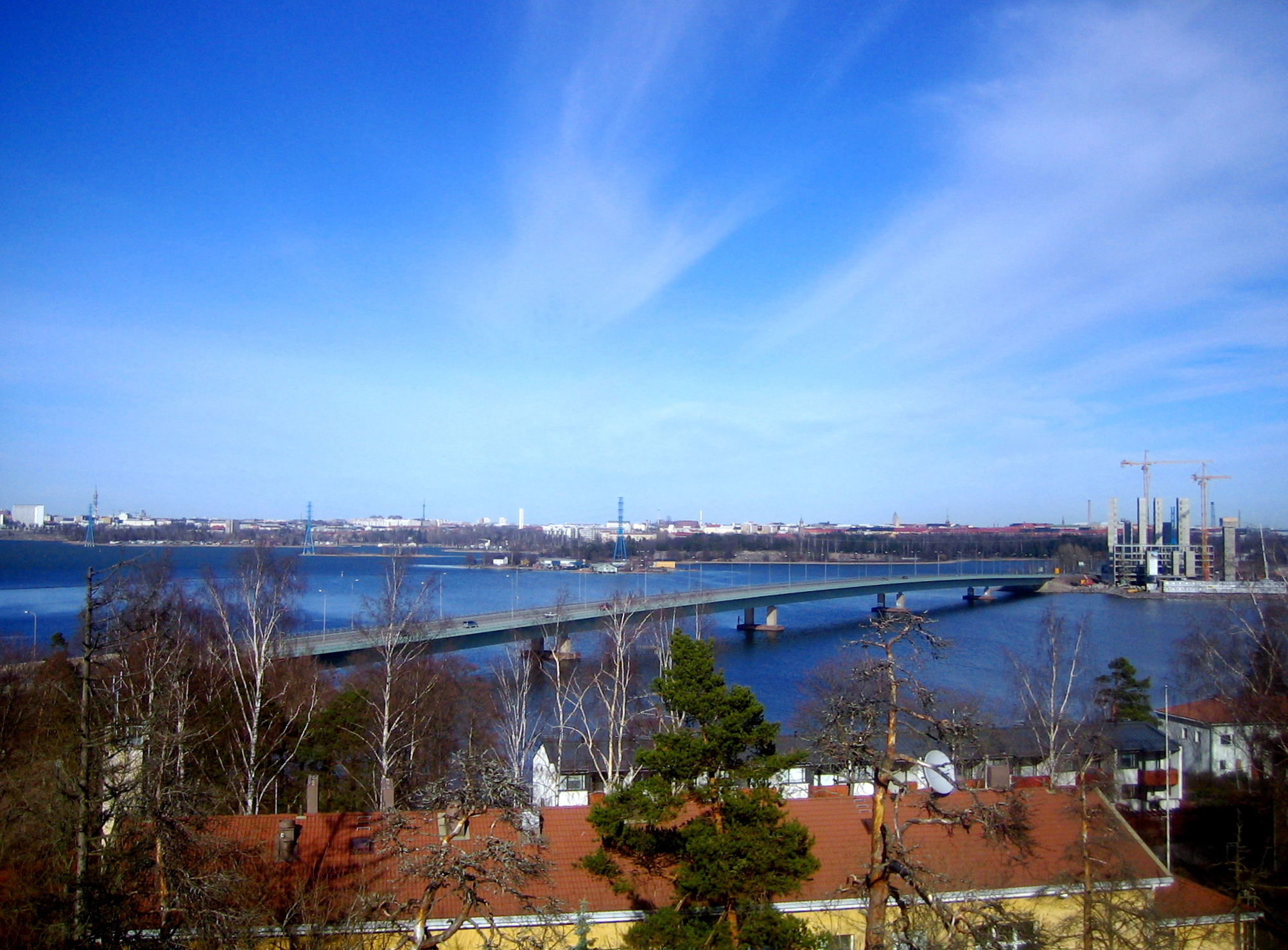
Pont menant à Lauttasaari.